# ALS患者嘱託殺人事件
ALS患者嘱託殺人事件（エーエルエスかんじゃしょくたくさつじんじけん）とは、2019年11月に起きた、ALS患者に依頼されて薬物を投与し殺害した事件である。

## 事件概要
筋肉が徐々に動かなくなる難病であるALS（筋萎縮性側索硬化症）の女性患者Aから依頼され薬物を投与して殺害したとして、宮城県の医師Xと東京都の元医師(事件後に医師免許取消、後述)Yが2020年7月23日に嘱託殺人容疑で逮捕された。2人は女性患者Aの主治医ではなかった。両医師は同年8月13日に同罪で起訴された。
両医師は2019年11月30日、女性患者Aが一人で暮らしていた京都市中京区のマンションを訪問し、部屋にいたヘルパーに知人を装って偽名を告げ、ヘルパーが別室にいた間に、胃ろうからAの体内に薬物を注入したとされる。２人が立ち去った後、その後Aは呼吸停止状態に陥り、搬送先の病院で死亡が確認された。
検察はYについて、ヘルパー2人の証言やXY間、およびAとのダイレクトメールや、LINEでのやりとり等の状況証拠を根拠に、依然としてXとの共犯を主張し、懲役6年を求刑していた。一方、弁護側は、被告Yは本件犯行について、2019年11月30日にXによってAの嘱託殺人が行われるという具体的計画について認知しておらず、Yは、Xの「仕事を手伝ってくれ」という漠然とした指示を受けて同伴したに過ぎないとし、また、その「仕事」の内容としても「ヘルパーをAの部屋に入らせないようにするだけでいいから」と聞いていたに留まるため、Aの居室内でXによって現に嘱託殺人が行われていることを知らなかったことを理由として、無罪あるいは何らかの罪が成立するとしてもその幇助に留まると主張した。2023年12月19日京都地裁結審において、川上宏裁判長は、被告Yが被告Xから事前に説明を受け「目的を認識し、了承した上で協力していたことが推認される」ことに加え、「見張りの役割に留まるとはいえ、犯行に重要な役割だった」と被告Yの共謀について認めた。一方で、「被害者の真摯な嘱託を受けた自殺幇助に近い側面もあった」などとして懲役2年6か月の実刑判決を言い渡すに留まった。またこれとは別の裁判でYは、自身の父親を殺害したとして殺人罪で懲役13年を言い渡されている（2023年2月7日付、余罪）。
一方のXに対し、京都地裁は2024年3月5日、嘱託殺人とYの父親を殺害した殺人の罪で懲役18年の判決を言い渡した。
2024年3月18日、Xの弁護人は判決を不服として大阪高裁に控訴した。同年11月25日、大阪高裁は一審判決を支持しX側の控訴を棄却した。2025年6月10日付で最高裁はXの上告を棄却する決定をした。

## 余罪
医師Xと元医師Yは2020年10月20日、別の難病患者Bに対し海外で合法的に安楽死するために必要な診断書を偽名で作成したとして、有印公文書偽造罪で京都地検に追起訴された。
医師Xは2021年2月17日、診察せずにもう1人の元医師Yの健康診断書を不正に交付した医師法違反罪でも京都地検に追起訴された。2024年7月25日、京都地裁はXに罰金30万円を言い渡した。
さらに、京都地検は2021年6月3日、10年前に元医師Yの父親を殺害したとして、殺人罪で両医師に加えてYの母親の計３人を起訴した。2023年2月7日、京都地裁はYに父親殺害の罪で懲役13年を言い渡した。18日にYは判決を不服として控訴した。2024年3月6日、大阪高裁は一審判決を支持し、Y側の控訴を棄却した。最高裁判所は7月29日付でY側の上告を棄却する決定をした。最高裁判所は8月30日付でYの上告棄却決定に対する異議申し立てを棄却する決定をし、判決が確定した。

### 「安楽死」の波紋
亡くなった女性は生前、ツイッターやブログに趣味などに関する言葉を残していた。その中には「安楽死」を望むメッセージもあった。その一方で生きる希望についても書かれていたことが報じられており、体調による心境の変化にも関心がよせられた。

### 医師免許不正取得疑惑
逮捕・起訴された元医師Yは、かねてから医師免許を不正に取得していた疑いが指摘されており、その後2021年12月24日付で医師国家試験の受験資格の要件を満たしていなかったとしてYの医師免許を取り消すことが発表された。

## 関連文献
- 安藤泰至・島薗進 編著 ほか『見捨てられる〈いのち〉を考える――京都ALS嘱託殺人と人工呼吸器トリアージから』晶文社、2021年10月。ISBN 978-4-7949-7280-4。（電子版あり）